# Georg Soterius
Georg Soterius (cel Bătrân) (n. 1673, Bundorf, Scaunul Sighișoarei – d. 1728) a fost un umanist sas din familia Soterius de Sachsenheim. El a susținut, cu argumente documentare, conviețuirea dacilor cu romanii, care a dus în cele din urmă la nașterea poporului român. A fost preot în satul Criț în 1708.

## Opere
- monografia localităților Sibiu, Sighișoara și Sebeș
- „Bellum Trannsilvanorum Turcia".
- „Historia Daciae Antiquae"